# Ёлкин, Олег Олегович
Оле́г Оле́гович Ёлкин (род. 26 апреля 1986, Тирасполь) — российский футболист, полузащитник.

## Карьера
Воспитанник СДЮСШОР «Кировец» (Санкт-Петербург). Начал карьеру в местном «Локомотиве», выступавшем в ЛФЛ, зона «Северо-Запад».
В 2005 году дебютировал в чемпионате Молдавии в составе команды «Тилигул-Тирас», но провел один матч. С 2006 по 2008 год играл в «Динамо» Бендеры, провёл 44 матча, забил 2 мяча. В сезоне 2007/08 периодически выступал за дублирующую команду, которая выступала в Дивизии «A».
В 2008 году вернулся в Россию и играл в команде «Текс» из Ивантеевки в первенстве России среди ЛФЛ. В 2009 году перешёл в орловскую команду «Русичи» (с 2012 года ФК «Орёл»), где провел 4 сезона.
Летом 2013 года перешёл в ФК «Тюмень», однако вскоре вернулся в ФК «Орёл».
6 июля 2014 года стал игроком клуба «Выбор-Курбатово».